# Tamsita habrotima
Tamsita habrotima là một loài bướm đêm thuộc phân họ Arctiinae, họ Erebidae.